# جنیفر هاوکینز
جنیفر هاوکینز (به انگلیسی: Jennifer Hawkins) (متولد ۲۲ دسامبر ۱۹۸۳) مدل مشهور استرالیایی، مجری تلویزیون، ملکه زیبایی استرالیا و دوشیزه جهان در سال ۲۰۰۴ می باشد.

## زندگینامه
جنیفر هاوکینز در ۲۲ دسامبر ۱۹۸۳ در شهر نیوکاسل ایالت نیو ساوت ولز استرالیا به دنیا آمد و اکنون در شهر سیدنی اقامت دارد.
جنیفر در نوجوانی در گروه هواداران یک تیم راگبی محلی به نمایش رقص پرداخت ولی در زمان کوتاهی توانست به عنوان دختر نمونه استرالیا انتخاب و راهی مسابقات جهانی میس یونیورس شود. وی در سال ۲۰۰۳ در مسابقات میس یونیورس به عنوان ملکه زیبائی جهان شناخته شد .